# 勒阿弗尔区
勒阿弗尔区是法国诺曼底大区滨海塞纳省所辖的一个区。总面积1,221.2平方公里，总人口387,085，人口密度317人/平方公里（2018年）。主要城镇为勒阿弗尔。

## 辖区
勒阿弗尔区辖有149个市镇。